# 利蒙 (科罗拉多州)
利蒙（英語：Limon），是美国科罗拉多州林肯县下属的一座城市。建市于1909年11月18日，面积大约为2.161平方英里（5.598平方公里）。根据2010年美国人口普查，该市有人口1,880人。2011年估计该市有人口1,874人，相比2010年人口增长率为-0.32%。同时，论人口该市是科罗拉多州第114大城市。